# Lepidodexia guimaraesi
Lepidodexia guimaraesi är en tvåvingeart som beskrevs av Guilherme A.M.Lopes 1991. Lepidodexia guimaraesi ingår i släktet Lepidodexia och familjen köttflugor.
Artens utbredningsområde är Puerto Rico. Inga underarter finns listade i Catalogue of Life.